# 흑색왜성

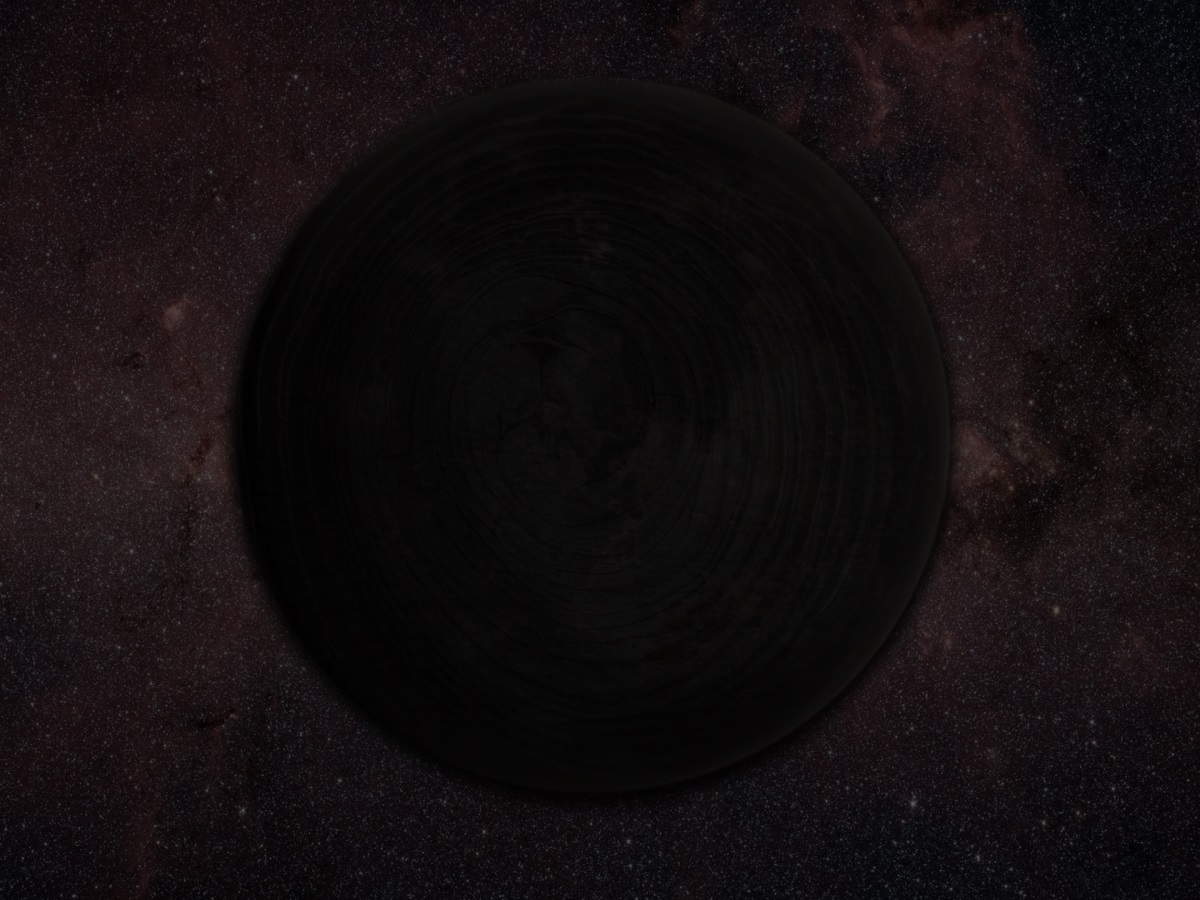
흑색 왜성의 상상도이다.

흑색 왜성(黑色 矮星, 영어: black dwarf)은 이론상의 천체로, 백색왜성이 주변 온도와 동일한 정도로 식어 더 이상 빛이나 열을 내보낼 수 없는 상태로 된 것을 의미한다. 백색 왜성과 함께 축퇴 왜성으로 구분한다.

## 존재
이론 상으로 백색 왜성이 흑색 왜성이 되기까지 아주 오랜 시간이 걸리기 때문에(태양 질량의 50% 질량을 가지고 표면온도가 10,000K인 백색왜성이 5K 이하의 흑색 왜성으로 식는데 900조년이 걸린다), 137억 년 정도의 수명을 지닌 우주에는 흑색 왜성이 존재하지 않는 것으로 생각되며, 설령 흑색 왜성이 존재한다고 할지라도 거의 열을 발산하지 않고 열을 발산하더라도 우주 마이크로파 배경보다 그다지 높은 수준이 아니기 때문에, 중력의 영향을 통해 파악하지 않는 한 검출이 어렵다.

## 기존 천체와의 차이
1960년대에는 갈색 왜성을 흑색 왜성으로 불러 두 천체가 동등한 천체라 생각하기 쉽지만, 갈색 왜성은 기체가 모여서 형성한 별이며, 충분한 질량이 모이지 않아 수소 핵융합을 일으킬 수 없는 상태의 별이기 때문에 전혀 다른 천체이며, 중성자별이나 블랙홀 역시도 백색 왜성이 식어서 형성되는 흑색 왜성과는 거리가 멀다.

## 미래
흑색 왜성의 미래는 양성자 붕괴가 있는지 여부에 따라 달라진다. 양성자 붕괴가 있다면, 질량을 잃다가 마지막에는 수소 구름 형태가 되어 소멸한다.
양성자 붕괴가 없다면, 101500년 이라는 매우 긴 시간에 걸쳐 철 별이 될 것이다. 이 때 태양 질량의 1.2배~1.44 배 라면 1032000년 후 초신성으로 폭발하고, 1.2배를 넘지 않는다면 101026년 이라는 영겁의 가까운 시간에 걸쳐 블랙홀로 붕괴한다.